# Dracocephalum stellerianum
Dracocephalum stellerianum là một loài thực vật có hoa trong họ Hoa môi. Loài này được Hiltebr. mô tả khoa học đầu tiên năm 1805.